# Unión Fenosa

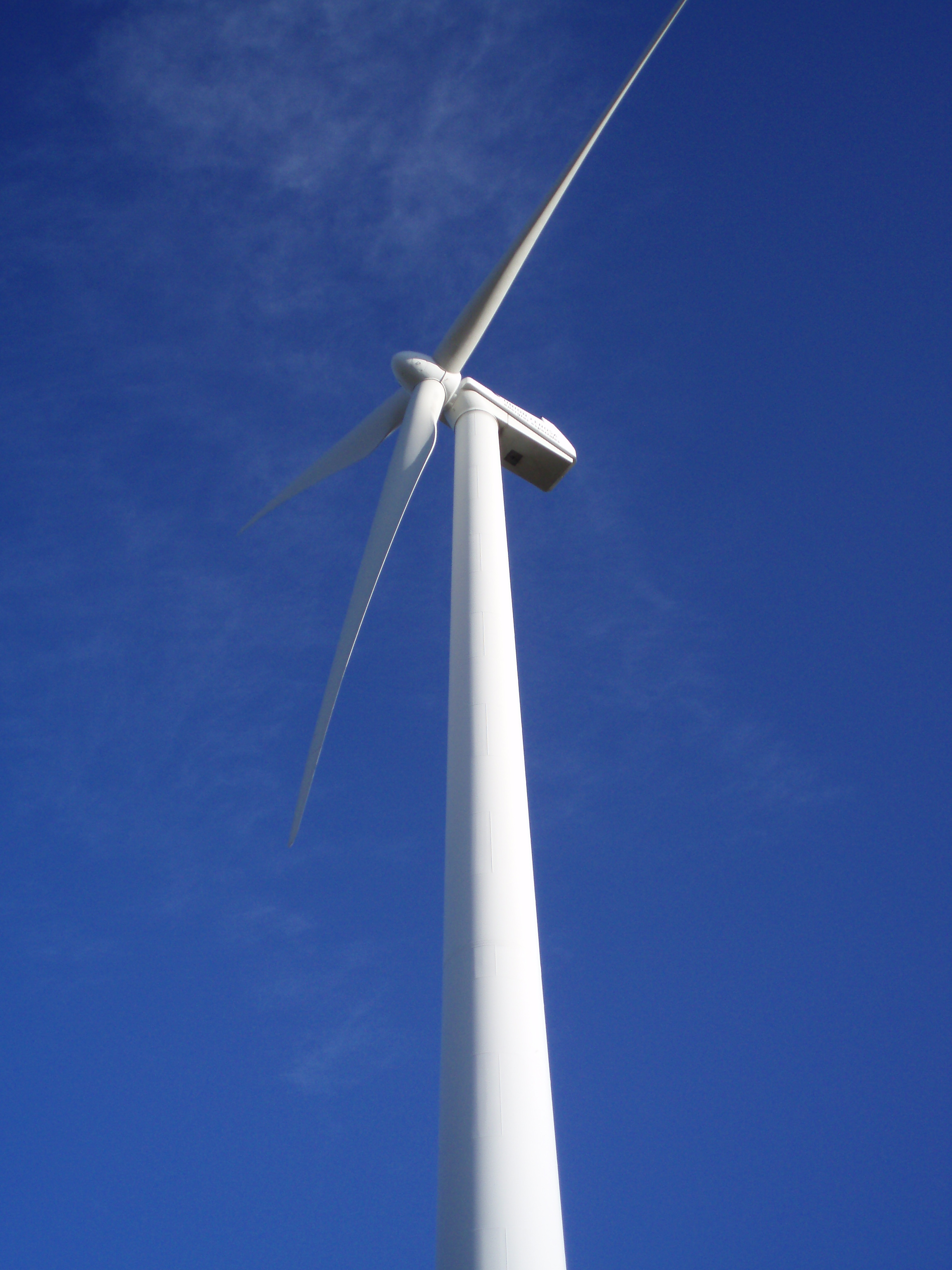
Aerogenerador de Unión Fenosa Energías Especiales en la provincia de León (España).

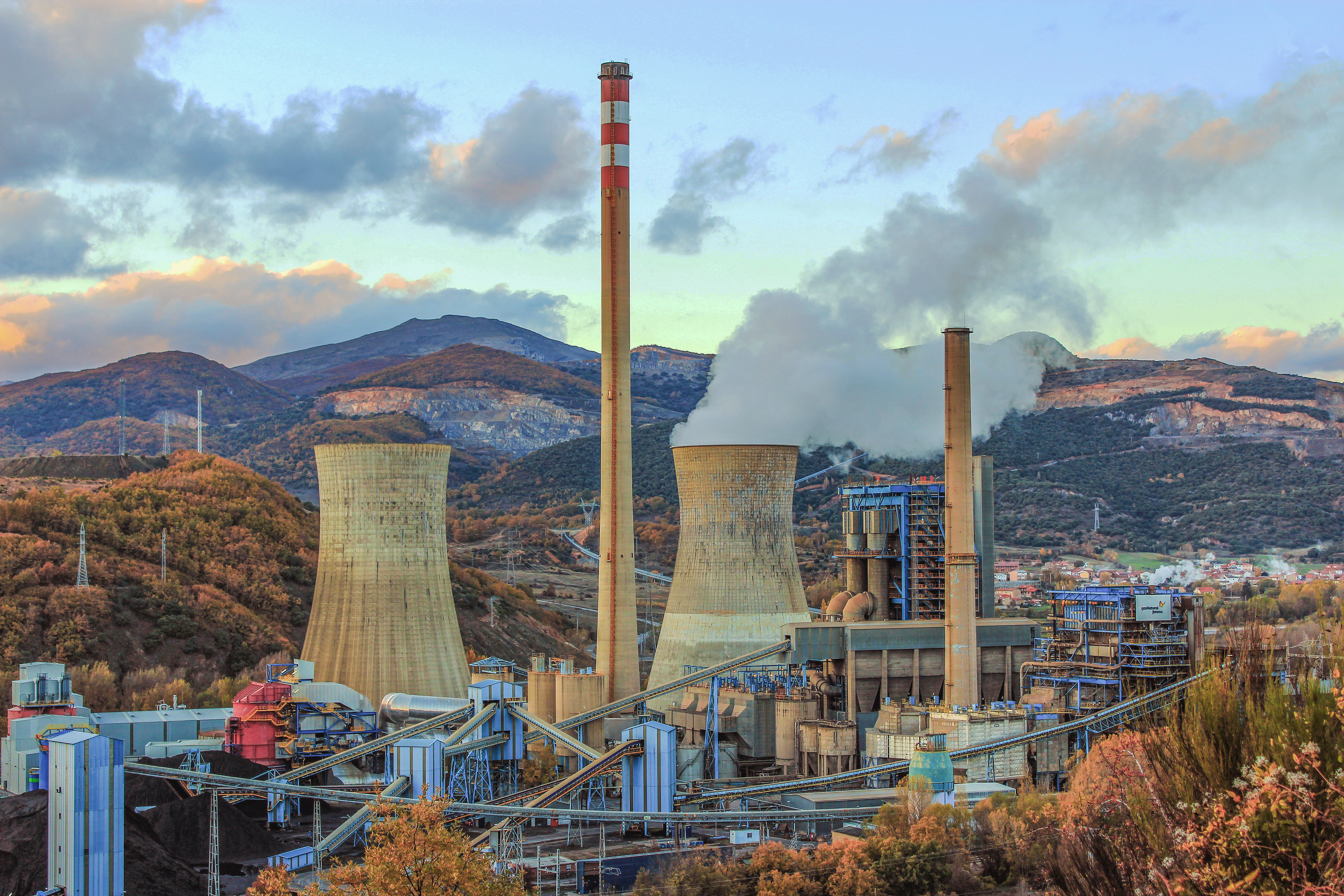
Central térmica de La Robla en la localidad homónima (León), propiedad de la empresa.

Unión Fenosa fue un grupo empresarial español, presente en numerosos sectores económicos y mercados.
Su negocio original era el de la producción y distribución de energía eléctrica, pero su actividad se amplió posteriormente también hacia otras áreas relacionadas con la energía, como el gas, y hacia otros sectores como servicios profesionales y telecomunicaciones.
Unión Fenosa es adquirida por Gas Natural, que operó posteriormente como Naturgy, en un proceso iniciado en julio de 2008 (cuando Gas Natural llegó a un acuerdo con ACS para la compra de su participación del 45,3% en Unión Fenosa) y culminado en septiembre de 2009 (momento en el que las acciones de la nueva compañía son admitidas a cotización).

## Historia
Fue fundada el 23 de noviembre de 1982 con el nombre de Unión Eléctrica Fenosa tras la fusión entre Unión Eléctrica, creada en 1912 como Unión Eléctrica Madrileña, y Fuerzas Eléctricas del Noroeste S.A. (FENOSA), empresa creada en La Coruña en 1943 por Pedro Barrié de la Maza (conde de Fenosa). Sus orígenes, por lo tanto, están tanto en Madrid como en Galicia. FENOSA fue el resultado de la forzada fusión de la Fábrica de Gas y Electricidad, que poseía Barrié en la ciudad de La Coruña, con Electra Popular Coruñesa, propiedad del empresario José Miñones, fusilado por los sublevados durante la guerra civil por su relación con el bando republicano.
En 1986 el grupo inicia su expansión internacional con un contrato de consultoría para la empresa "Usinas y Transmisiones Eléctricas de Uruguay" (UTE), y en 1988 entra en funcionamiento la central nuclear de Trillo, participada por esta empresa, promotora del proyecto.
En 1992 se produjo la primera inversión directa en el exterior y en el año 1994 se crea "Unión Fenosa Energías Especiales" para dar impulso a las energías renovables.
En 1995, tras el éxito de las exposiciones bienales creadas en 1989 y denominadas "Mostra Unión Fenosa", se crea el Museo de Arte Contemporáneo Unión Fenosa, en La Coruña.
Fenosa había participado desde la liberación de las telecomunicaciones en este sector, y en 1998 adquiere una participación de la empresa de telefonía móvil Airtel, traspasando la inversión al año siguiente al grupo Aúna (Retevisión y Amena).
Ya en el año 2000 firma un contrato con una empresa petrolera egipcia que permite a Unión Fenosa disponer de gas propio en origen y así tener una posición de ventaja en el sector. Además, se crea "Soluziona" como integradora de las empresas de servicios profesionales del Grupo.
La Central de Hermosillo, en México entra en funcionamiento en 2001 y constituye el primer ciclo combinado de gas construido y operado por la empresa. En 2002 elimina de su nombre la palabra "Eléctrica" para reflejar la entrada en otros negocios (gas, telecomunicaciones, etc.)
En 2003 entra como socio estratégico en el accionariado de Unión Fenosa Gas, la empresa italiana ENI, que con el 50% de los títulos, refuerza el posicionamiento del Grupo en los mercados gasistas internacionales.
Hasta su fusión con Gas Natural, el Grupo Unión Fenosa tenía presencia en 15 países.

### Operación de adquisición por Gas Natural
En julio de 2008, la participación en Unión Fenosa que tiene su primer accionista, el grupo ACS, recibe una oferta de compra de Gas Natural, que es aceptada.
En abril, la Oferta Pública de Adquisición de Acciones (OPA) formulada por Gas Natural sobre el capital social de Unión Fenosa fue aceptada por 317.655.538 acciones, representativas del 34,75% del capital social de la eléctrica y del 69,54% de los derechos de voto a los que la oferta se dirigía de forma efectiva.
Tras la liquidación de la OPA, cuyo período de aceptación concluyó el día 14 de abril, Gas Natural pasó a ser titular de un 84,77% del capital social de Unión Fenosa, y, una vez liquidados los instrumentos financieros suscritos con diversas entidades bancarias y un contrato de compraventa de acciones, la participación ascendió al 95,22% del capital social de la eléctrica.
A finales de abril, los consejos de administración de las dos compañías aprobaron el proyecto de fusión por absorción de Unión Fenosa y de Unión Fenosa Generación. La ecuación de canje propuesta fue de tres acciones de Gas Natural por cada cinco acciones de Unión Fenosa.
El 4 de septiembre de 2009 Unión Fenosa dejó de cotizar en el Mercado Continuo, integrándose por completo a Gas Natural.

## Controversias

### En Colombia
Unión Fenosa opera en el norte de Colombia administrando la red de entidades de servicios públicos en siete departamentos. Tiene bajo licitación las operaciones, controles y suministro de energía eléctrica por medio de la empresa Electricaribe y Electrocosta, el acueducto y alcantarillado por medio de una variedad de entidades, y el gas natural aunque este es administrado a nivel nacional.
Las entidades Electricaribe y Electrocosta están acompañadas de la entidad Energía Social, todas ellas son duramente cuestionadas por el cobro de las altas tarifas, el pésimo servicio de abastecimiento eléctrico, y otras complicaciones como la infraestructura de las redes, cortos circuitos, electrocuciones, caídas de alambres, daños frecuentes y apagones, han sido señaladas de disimular apagones con mantenimientos.
Asimismo, las demás entidades como las de acueducto y alcantarillado presentan grandes cuestionamientos y conflictos con la sociedad. La falta de compromiso e interés social, falencias en los alcantarillados y acueductos y su poca cobertura, además de las altas tarifas y las deudas que muchos usuarios tienen con estas empresas, son duramente tildados de un pésimo servicio público.
Componentes de Unión Fenosa en Colombia son grandes entidades, como en el caso de Electricaribe que se ubica en el ranking dentro de las 100 más grandes empresas de ese país. Unión Fenosa maneja gran parte de los servicios públicos en el norte de Colombia (principalmente) como resultado de la privatización de los sectores públicos según lo estipulado por el Banco Mundial y el Fondo Monetario Internacional.

### En Guatemala
La actividad de Unión Fenosa en Guatemala, iniciada en 1998 con la privatización de la distribución de energía eléctrica, ha estado marcada por diversas acusaciones de violaciones de derechos humanos y del consumidor, en especial en el departamento de San Marcos, colindante con México.
Desde el año 2008, la población local, organizada para denunciar lo que consideran un mal servicio y continuos sobreprecios en las tarifas, ha interpuesto un mínimo de 90.000 denuncias ante la Comisión Nacional de la Energía Eléctrica, encargada de garantizar la correcta distribución eléctrica. La respuesta de Unión Fenosa, consistente en cortar el servicio eléctrico a determinadas comunidades, provocó la indignación de la población afectada, que optó por no permitir el ingreso del personal de la empresa en una serie de poblaciones.
El gobierno de Guatemala, a petición de Unión Fenosa, y aduciendo motivos de orden público, decretó el estado de Prevención (equivalente al estado de Sitio) en diciembre de 2009, restringiendo una serie de garantías constitucionales.
Paralelamente se han perpetrado una serie de ataques mortales contra aquellos pobladores más comprometidos en las denuncias realizadas contra Unión Fenosa. El FRENA, Frente de Resistencia por los Recursos Naturales -organización que coordina las protestas, ha denunciado el asesinato de dieciséis de sus activistas en 2009 y cuatro más en el año 2010.
Dichos atentados han provocado la intervención de la Corte Interamericana de Derechos Humanos y una acción urgente por parte de Amnistía Internacional.
Por su parte, Unión Fenosa ha negado cualquier relación con dichos asesinatos, procediendo a su vez a interponer denuncias contra miembros del FRENA por amenazas.

### En Costa Rica
Un exdirectivo del Instituto Costarricense de Electricidad admitió haber recibido US$58 000 de la empresa Alconstra S. A., representante en Costa Rica del Grupo Unión Fenosa, tras la adjudicación del proyecto hidroeléctrico La Joya, en Tucurrique del cantón de Jiménez, Cartago. Vecinos del proyecto además denunciaron el secamiento de dos riachuelos cercanos tras el inicio de las obras, por lo que el proyecto estuvo paralizado algunos meses hasta que un Tribunal Costarricense decidió que no había forma de relacionar las obras con el secamiento de las quebradas (riachuelos).